# Нюкля
Ню́кля — мыс на севере Охотского моря в Тауйской губе.

## Топоним
В переводе с эвенского Нукуя — «гниющая рыба». Название, возможно, происходит из-за периодических заморов нерестовой сельди. Косяки рыб, заходящие в Олу во время прилива, иногда бывают такими многочисленными, что не успевают пройти по высокой воде. Во время отлива тысячи особей остаются лежать на мелководье, не имея возможности вернуться в море, и начинают портиться.
Другие название мыса — «Спящий дракон» и «Спящая красавица».

## География
Восточнее мыса находится Нюклинский пляж, далее на побережье расположен упразднённый посёлок Сахарная Головка (иногда также называемый Нюкля) перед дельтой реки Олы, а с левой (восточной) стороны этой дельты находится райцентр — посёлок городского типа Ола.
Северо-восточнее, примерно в 3,2 километрах от берега, расположена гора Амбарушка высотой 265 метров.
Средняя величина прилива у мыса — 2 метра.

## История
4 июля 1928 года в районе мыса высадилась Первая колымская геологоразведочная экспедиция. В честь 50-летия 4 июля 1978 года на предполагаемом месте высадки установлена стела «Первой колымской геологоразведочной экспедиции Ю. Билибина». 28 августа 2006 года в праздник Успения Пресвятой Богородицы в этом месте также освящена часовня в честь святого апостола Андрея Первозванного.
В сентябре 2020 года во время лесных пожаров на мысе полностью выгорела растительность. Площадь пожара превысила 10 гектаров.